# Dragan Cankow
Dragan Kirjakow Cankow, bułg. Драган Киряков Цанков (ur. 9 listopada 1828 w Swisztowie, zm. 24 marca 1911 w Sofii) – bułgarski publicysta, redaktor, wydawca, historyk i polityk, działacz na rzecz Kościoła unickiego (1859-ok. 1863), jeden z liderów Partii Liberalnej (1879-1884), a następnie założyciel i pierwszy przewodniczący Partii Postępowo-Liberalnej (1884-1897), uczestnik założycielskiego zebrania parlamentu Księstwa Bułgarii (1879), deputowany do Zwyczajnego Zgromadzenia Narodowego 1. (1879), 2. (1880), 4. (1884-1886), 10. (1899-1900), 11. (1901) i 12. kadencji (1902-1903) oraz Wielkiego Zgromadzenia Narodowego 1. kadencji (1879), Przewodniczący Zgromadzenia Narodowego (1902-1903), minister spraw zagranicznych i wyznań wiary (1880), spraw wewnętrznych (1880, 1883-1884 i 1886), dwukrotnie premier Księstwa Bułgarii (1880 i 1883-1884).

## Życiorys
Podstawową edukację odebrał w rodzinnym Swisztowie. W latach 40. uzyskał rosyjskie stypendium, dzięki któremu mógł kontynuować naukę w Odessie i w Kijowie. Następnie wyjechał do Wiednia, gdzie podjął studia filologiczne. Między 1848 a 1850 przebywał u swojego brata Antona w Bukareszcie i w Gałaczu. W 1852 w Wiedniu ukazał się napisany przez niego podręcznik gramatyki języka bułgarskiego po niemiecku (niem. Grammatik der bulgarischen Sprache).
Po powrocie do Swisztowa w 1852 postanowił otworzyć drukarnię. Mimo iż zdobył czcionki i prasę drukarską, nie otrzymał od lokalnych władz osmańskich niezbędnego zezwolenia. W związku z tym wyjechał do Stambułu, gdzie przedstawił swoją sprawę wysokim urzędnikom tureckim. Ostatecznie zezwolono mu na uruchomienie drukarni w Stambule, w podziemiach katolickiego kościoła, którym opiekowali się lazaryci. Pierwszy wydrukowany przez niego dokument ujrzał światło dzienne w październiku 1857.
Podczas pobytu w stolicy Imperium Osmańskiego nawiązał kontakty z bułgarską społecznością zamieszkującą miasto, a także z polskimi i węgierskimi emigrantami. Pod ich wpływem, a także dzięki związkom z francuskimi lazarytami, w których szkole nauczał języka bułgarskiego, zainteresował się katolicyzmem i Kościołem unickim. W 1859 rozpoczął wydawanie czasopisma България (w tłum. Bułgaria), na łamach którego agitował na rzecz przyjęcia przez tradycyjnie prawosławną bułgarską społeczność katolicyzmu. Zdaniem historyka Stilijana Czilingirowa, w ten oryginalny sposób Cankow zamierzał uniezależnić ojczysty Kościół od Turcji, nawiązać kontakty z papieżem i zyskać jego przychylność dla niepodległościowych dążeń Bułgarów, wreszcie osłabić związki z rosyjskim prawosławiem, zmuszając rosyjską dyplomację do większej aktywności na Bałkanach. Zwieńczeniem jego dążeń było złożenie 30 grudnia 1860 na ręce przedstawiciela Watykanu oficjalnej prośby o przyjęcie społeczności na łono Kościoła katolickiego. Po otrzymaniu pozytywnej odpowiedzi, wiosną 1961 wyruszył wraz z archimandrytą Josifem Sokołskim do Rzymu, gdzie ten ostatni został mianowany prałatem. Wkrótce potem Rosjanie przystąpili do zdecydowanych działań wymierzonych przeciwko Sokołskiemu, którego zresztą obowiązki prałata wyraźnie przerastały. W efekcie ich poczynań duchowny został wywieziony do Odessy, zaś dopiero co założony Kościół unicki zaczął szybko tracić na znaczeniu. Między 1862 i 1863 sam Cankow zrezygnował z członkostwa w nim i ponownie przyjął prawosławie.
W następnych latach przenosił się z miasta do miasta i imał się różnych zajęć. W 1863 powrócił do Swisztowa, gdzie został urzędnikiem osmańskim. Wkrótce potem dotarł do Ruse i objął posadę nauczyciela oraz członka miejscowego apelacyjnego sądu handlowego (ok. 1865-1868). Następnie skierowano go do pracy w zarządach sandżaków w Niszu (1868-1869) i w Widinie (1869-1872). Między 1872 i 1876 był nauczycielem języka bułgarskiego w Stambule, a także cenzorem na usługach tureckiego Departamentu Spraw Zagranicznych. W międzyczasie, w 1873 został członkiem rady bułgarskiego egzarchatu, a w 1875 przewodniczącym bułgarskiej czytelni w Stambule.
Po wybuchu powstania kwietniowego w 1876 wraz z Markiem Bałabanowem podjął się misji zorganizowanej przez egzarchę Antima I, której celem było poinformowanie opinii międzynarodowej o przebiegu insurekcji. Wysłannicy dotarli m.in. do Wiednia, Paryża i Londynu, gdzie spotkali się z Williamem Gladstonem, a także do Moskwy, gdzie osobiście przyjął ich cesarz Aleksander II.
Po wyzwoleniu Bułgarii objął posadę wicegubernatora Tyrnowa. W 1879 wziął udział w zebraniu założycielskim przyszłego parlamentu Księstwa Bułgarii, nazwanego Zgromadzeniem Narodowym. Zaangażował się także w utworzenie Partii Liberalnej, której został jednym z liderów. Jako poseł uczestniczył w obradach nad uchwaleniem Konstytucji Tyrnowskiej.
W następnych latach był zarządcą Warny, a także przedstawicielem handlowym w Stambule. W 1880 został trzecim premierem Księstwa Bułgarii, a także ministrem spraw zagranicznych i wyznań wiary. Rok później, po przewrocie zorganizowanym przez księcia Aleksandra I, wycofał się z aktywnej polityki, jednak w dalszym ciągu uczestniczył w życiu Partii Liberalnej. Na początku 1882 wziął udział w przygotowaniu nowego programu swojego ugrupowania, który objął m.in. żądanie przywrócenia Konstytucji Tyrnowskiej, zawieszonej przez księcia po zamachu stanu. To ostatnie silnie rozdrażniło Aleksandra I i doprowadziło do wydania przezeń nakazu aresztowania Cankowa. W połowie lutego przeziębiony i półnagi Cankow został wywieziony do więzienia we Wracy. Postępowanie władzy spowodowało oburzenie opinii publicznej. Za uwolnieniem byłego premiera opowiedzieli się m.in. urzędnicy państwowi i nauczyciele, którzy zorganizowali w tej sprawie wiec.
Mimo protestów Cankow nie został rychło uwolniony. W lutym 1883 sąd uznał go za osobę niepoczytalną. Dopiero na początku sierpnia tego samego roku, w świetle rosnącego zagrożenia ze strony rosyjskich generałów, których poczynania zaczęły zagrażać suwerenności Księstwa Bułgarii, Dragan Cankow odzyskał wolność. 10 sierpnia przybył do Sofii, gdzie został przywitany jak bohater narodowy. Natychmiast podjął zdecydowane działania w celu uspokojenia sytuacji politycznej, a także przeprowadził rozmowy z księciem, w efekcie których 19 września częściowo przywrócono zasady konstytucji. Tego samego dnia Cankow po raz drugi został premierem, stając na czele koalicyjnego rządu konserwatywno-liberalnego, a także obejmując Ministerstwo Spraw Wewnętrznych.
W 1884 na skutek nieporozumień z Petkiem Karawełowem wystąpił z Partii Liberalnej i utworzył Partię Postępowo-Liberalną o charakterze prorosyjskim. Po wojskowym zamachu stanu w 1886 i odsunięciu od władzy księcia Aleksandra I wszedł w skład tymczasowego gabinetu Klimenta Tyrnowskiego. Niedługo potem, po przejęciu rządów przez nieprzychylnego rusofilom Stefana Stambołowa, wyemigrował do Stambułu, a następnie do Sankt Petersburga. Do ojczyzny powrócił dopiero na początku 1895, już po upadku reżimu Stambołowa. Później jeszcze kilka razy był wybierany na deputowanego do Zgromadzenia Narodowego, ale nie wszedł już w skład rządu. W 1897 zrzekł się funkcji szefa Partii Postępowo-Liberalnej. Od 1902 do 1903 pełnił obowiązki przewodniczącego parlamentu.
W uznaniu jego zasług związanych z działalnością wydawniczą i piśmienniczą Bułgarskie Towarzystwo Literackie (obecnie Bułgarska Akademia Nauk) nadało mu tytuł honorowego członka.

## Funkcje sprawowane przez Cankowa w Radzie Ministrów
Dragan Cankow zajmował następujące stanowiska w rządach Księstwa Bułgarii (w porządku chronologicznym):
- w swoim pierwszym rządzie
  - premier (7 kwietnia 1880 – 10 grudnia 1880)
  - minister spraw zagranicznych i wyznań wiary (7 kwietnia 1880 – 10 grudnia 1880)
- w pierwszym rządzie Petka Karawełowa
  - minister spraw wewnętrznych (10 grudnia 1880 – 29 grudnia 1880)
- w swoim drugim rządzie
  - premier (19 września 1883 – 12 stycznia 1884)
  - minister spraw wewnętrznych (19 września 1883 – 12 stycznia 1884)
  - tymczasowo na czele Ministerstwa Budynków Publicznych, Handlu i Rolnictwa (19 września 1883 – 2 października 1883)
- w swoim trzecim rządzie
  - premier (12 stycznia 1884 – 11 lipca 1884)
  - minister spraw wewnętrznych (12 stycznia 1884 – 11 lipca 1884)
- w tymczasowym rządzie Klimenta Tyrnowskiego
  - minister spraw wewnętrznych (21 sierpnia 1886 – 24 sierpnia 1886)

## Publikacje i czasopisma Cankowa
Książki i podręczniki napisane przez Cankowa:
- Grammatik der bulgarischen Sprache (w tłum. Gramatyka języka bułgarskiego; 1852)
- Българска история (w tłum. Historia Bułgarii; 1866)
- La Bulgarie (w tłum. Bułgaria; 1876; współautorstwo z Markiem Bałabanowem)
- Катехизис на представителското управление (w tłum. Katechizm reprezentacyjnego rządu; 1905)

Przekłady Cankowa:
- Silvio Pellico Le mie prigioni (w tłum. Moje więzienia)

Czasopisma redagowane przez Cankowa:
- България (w tłum. Bułgaria; 1859)
- Читалище (w tłum. Czytelnia; wraz z Petkiem Sławejkowem i Stefanem Bobczewem)
- Ръководител на основното учение (w tłum. Przewodnik podstawowego nauczania; 1874)
- Източно време (w tłum. Wschodni czas)